# 大格利博維奇

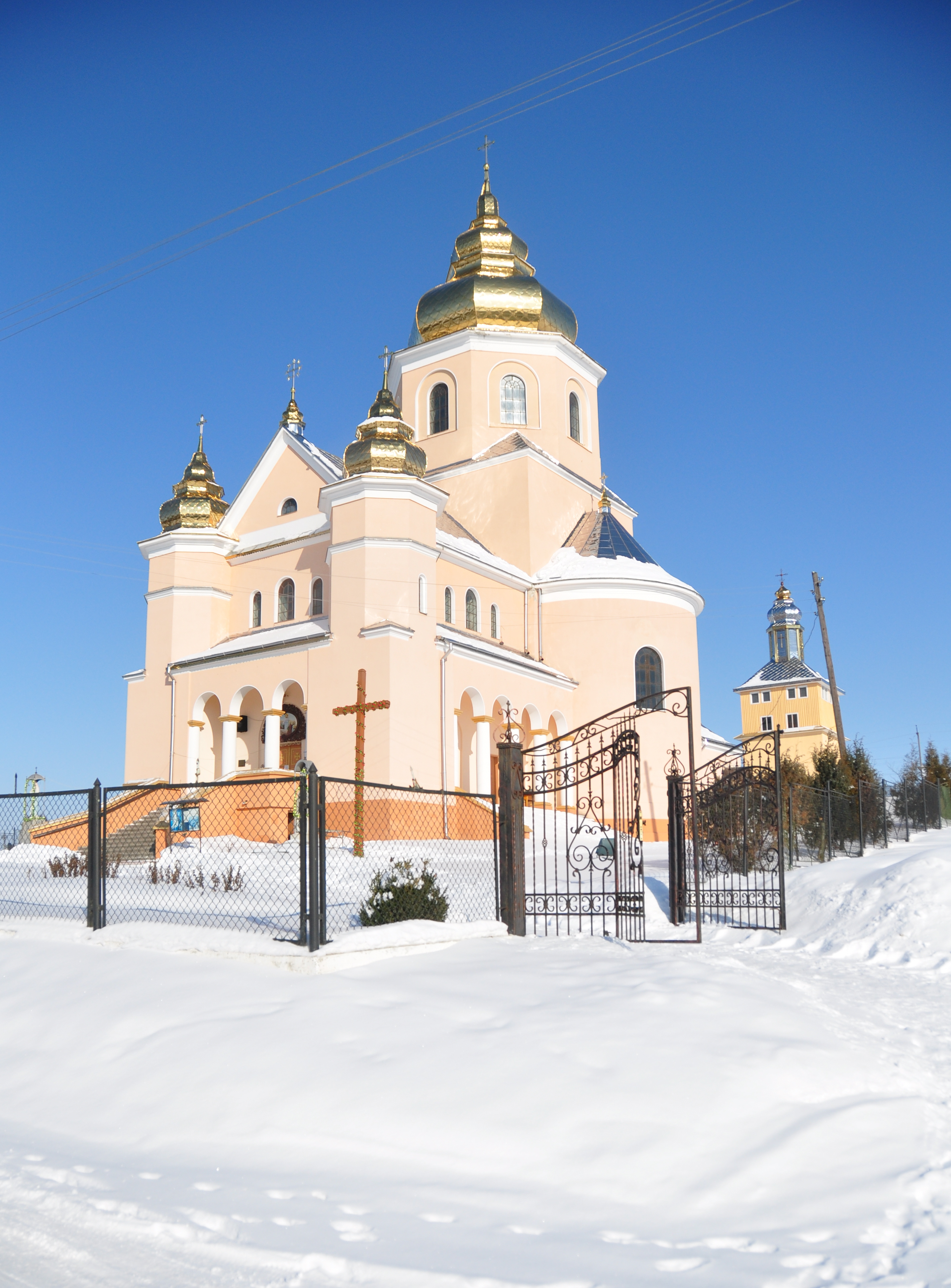

49°37′0″N 24°13′57″E / 49.61667°N 24.23250°E
大格利博維奇（烏克蘭語：Великі Глібовичі），是烏克蘭西部的村莊，隸屬利維夫州的利維夫區。該村始建於1442年，面積4.71平方公里，2020年人口1,600，人口密度每平方公里419.75人。